# Wamyō ruijushō

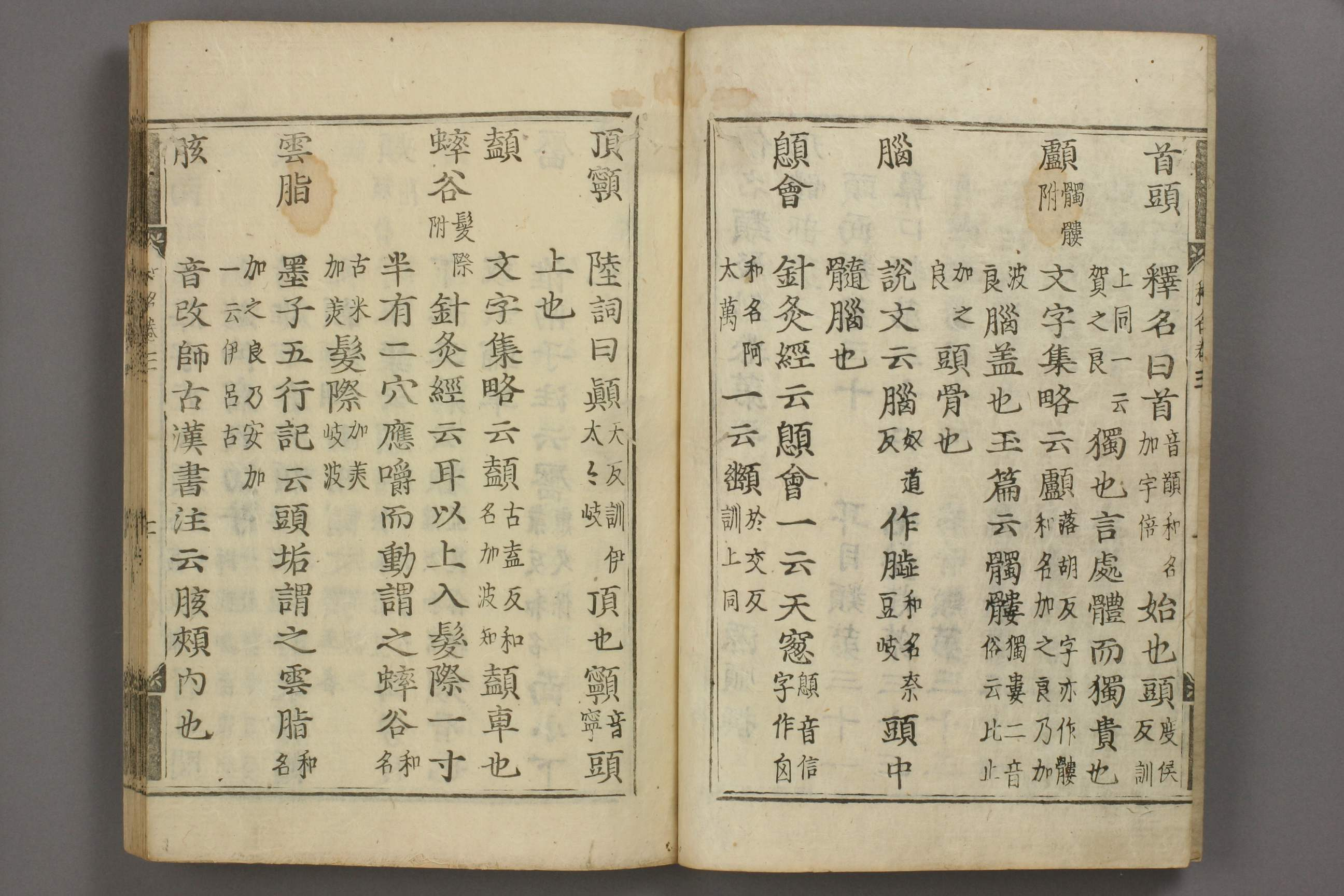
Seiten aus dem zweiten Band von Wamyō ruijushō

Das Wamyō ruijushō oder Wamyō ruijūshō (和名類聚抄 ‚Japanische Bezeichnungen, geordnet und mit Anmerkungen versehen‘ oder auch ‚Klassifiziertes Wörterbuch mit japanischen Namen‘) ist ein japanisches Wörterbuch chinesischer Schriftzeichen aus der  Heian-Zeit. Es ist auch unter der Abkürzung Wamyōshō bekannt; Schreibvarianten des Titels sind 和名類聚抄 mit 和 wa ‚Harmonie; Japan‘ für 倭 wa ‚Zwerg; Japan‘ und 倭名類聚鈔 mit 鈔 shō ‚kopieren; zusammenfassen‘ für 抄 shō ‚kopieren; mit Anmerkungen versehen‘. Das Wamyō ruijushō ist das älteste erhaltene japanische Sachwörterbuch.

## Entstehung und Überlieferung
Der Gelehrte Minamoto no Shitagō (源順, 911–983) begann im Auftrag von Prinzessin Kinshi, einer Tochter des Kaisers Daigo, zwischen 930 und 934 mit der Zusammenstellung des Werks, das er spätestens im Jahr 938 vollendete. Das Wamyō ruijushō wurde also in der Jōhei-Ära geschrieben. Von der Erteilung des Auftrags berichtet der Autor selbst im Vorwort zu dem Wörterbuch.
Das Wamyō ruijushō ist in mehreren Handschriften und Druckausgaben erhalten. Diese lassen sich in zwei verschiedene Überlieferungsreihen unterteilen, eine zehnbändige (十巻本 Jūmakibon) und eine zwanzigbändige (二十巻本 Nijūmakibon). Eine Druckausgabe der zwanzigbändigen Version des Wamyō ruijushō wurde erstmals 1617 mit einem Kommentar von Nawa Dōen (那波道円, 1595–1648) veröffentlicht und in der Edo-Zeit verwendet, bis 1883 postum die von Kariya Ekisai (狩谷棭齋, 1775–1835) mit Anmerkungen versehene zehnbändige Druckausgabe erschien, die auch als Senchū Wamyō ruijushō (箋注倭名類聚抄 ‚Mit Anmerkungen versehener Kommentar zu Wamyō ruijushō‘) bekannt ist. Die zehnbändige Ausgabe enthält 24 Hauptüberschriften oder Abteilungen, die in insgesamt 128 Unterüberschriften oder Klassen unterteilt sind, während die zwanzigbändige 32 Haupt- und 249 Unterüberschriften umfasst. Die beiden Versionen unterscheiden sich nicht nur in der Anzahl der Bände, sondern auch in deren Gliederung und Inhalt.

## Inhalt und Ordnungssystem
Jeder Wörterbucheintrag enthält das jeweilige chinesische Schriftzeichen, Quellenangaben, die chinesische Aussprache (entweder mit einem Homonym oder Fanqie), Definitionen und korrespondierende japanische Lesungen (in Man’yōgana, einem Schriftsystem, das Kanji benutzt, um die japanische Aussprache wiederzugeben). Das Wörterbuch zitiert über 290 Quellen, sowohl chinesische (zum Beispiel Shuowen Jiezi) als auch japanische (wie das Man’yōshū).
Das Wamyō ruijushō ist das älteste erhaltene japanische Wörterbuch, das in semantische Überschriften unterteilt ist, analog zu einem Thesaurus in westlichen Sprachen. Dieses alte lexikographische Kollationssystem wurde in chinesischen Wörterbüchern wie Erya, Xiao Erya und Shiming entwickelt. Das Wamyōshō kategorisiert Kanji-Vokabular, vornehmlich Substantive, in Hauptüberschriften oder Abteilungen (部 bu), die wiederum in Unterüberschriften (類 rui) unterteilt sind. Beispielsweise enthält die Überschrift 天地 tenchi ‚Himmel und Erde‘ acht semantische Bereiche wie 星宿 seishuku ‚Sterne und Konstellationen‘, 雲雨 un'u ‚Wolken und Regen‘ und 風雪 fūsetsu ‚Wind und Schnee‘.
Die folgende Tabelle zeigt, wie Wörter in der zehnbändigen Ausgabe des Wamyō ruijushō nach ihrer Bedeutung angeordnet sind.
|    | Rōmaji   | Kanji | Übersetzung                | Themen                                                         |
| -- | -------- | ----- | -------------------------- | -------------------------------------------------------------- |
| 1  | Tenchi   | 天地  | Universum                  | Himmel, Erde, Götter, Konstellationen, Wetter, Topographie     |
| 2  | Jinrin   | 人倫  | Menschen                   | Geschlecht, Verwandtschaft, Familie, Heirat                    |
| 3  | Keitai   | 形体  | Körper                     | Form, Erscheinung, Körperteile, Sinnesorgane, innere Organe    |
| 4  | Shippei  | 疾病  | Krankheit                  | Krankheiten, Leiden, Wunden                                    |
| 5  | Jutsugei | 術藝  | Künste                     | Kampfkünste, bildende Künste, Fertigkeiten                     |
| 6  | Kyosho   | 居處  | Architektur                | Häuser, Wände, Türen, Straßen                                  |
| 7  | Sensha   | 舟車  | Fahrzeuge                  | Boote, Wägen, Kutschen                                         |
| 8  | Chinpō   | 珍寶  | Schätze                    | wertvolle Metalle, Edelsteine                                  |
| 9  | Fuhaku   | 布帛  | Textilien                  | Stickerei, Seiden, gewebte Stoffe                              |
| 10 | Shōzoku  | 装束  | Kleidung                   | Hüte, Kleidung, Gürtel, Schuhe                                 |
| 11 | Inshoku  | 飲食  | Essen und Trinken          | Spirituosen, Getränke, gekochte Körner, Früchte, Fleischsorten |
| 12 | Kibei    | 器皿  | Gefäße und Utensilien      | Objekte aus Metall, Lack, Holz, Ziegeln und Bambus             |
| 13 | Tōka     | 燈火  | Beleuchtung                | Lampen, Lichter, Beleuchtung                                   |
| 14 | Chōdo    | 調度  | Haushaltswaren und Zubehör | Gerätschaften, Werkzeuge, Waffen, Geräte, Mobiliar             |
| 15 | Uzoku    | 羽族  | Vögel                      | Vögel, Federn, Ornithologie                                    |
| 16 | Mōgun    | 毛群  | Wilde Tiere                | wilde Tiere, Körperteile                                       |
| 17 | Gyūba    | 牛馬  | Nutztiere                  | Rinder, Pferde, Schafe, Körperteile, Krankheiten               |
| 18 | Ryōgo    | 龍魚  | Wassertiere                | Drachen, Fische, Reptilien, Amphibien                          |
| 19 | Kibai    | 龜貝  | Schalentiere               | Schildkröten, Schalentiere                                     |
| 20 | Chūchi   | 蟲豸  | Verschiedene Tiere         | Insekten, Würmer, kleine Reptilien                             |
| 21 | Tōkoku   | 稲穀  | Körner                     | Reis, Getreide                                                 |
| 22 | Saiso    | 菜蔬  | Gemüse                     | Wurzelknollen, Seetang, essbare Pflanzen                       |
| 23 | Kayu     | 果蓏  | Früchte                    | Früchte, Melonen                                               |
| 24 | Sōmoku   | 草木  | Pflanzen                   | Gräser, Moose, Ranken, Blumen, Bäume                           |

## Nachleben
Das weit umfassende Wamyō ruijushō war ein Vorläufer japanischer Enzyklopädien. Heutzutage bietet es Sprachwissenschaftlern und Historikern ein unersetzliches Verzeichnis der japanischen Sprache vor über tausend Jahren, insbesondere für die Linguistik des 10. Jahrhunderts und der Heian-Zeit.

### Textausgaben
- Minamoto no Shitagō: Shohon Shūsei Wamyō Ruijushō. Rinsen, Kyōto 1968, ISBN 4-653-00507-9 (japanisch).

### Forschungsliteratur
- Otto Karow: Die Wörterbücher der Heianzeit und ihre Bedeutung für die japanische Sprachgeschichte. Teil I: Das Wamyôruijushô des Minamoto no Shitagau. In: Monumenta Nipponica. Band 7, 1951, S. 156–197, JSTOR:2382953 (teilweise veraltet, aber forschungsgeschichtlich interessant).